# Київський академічний театр ляльок

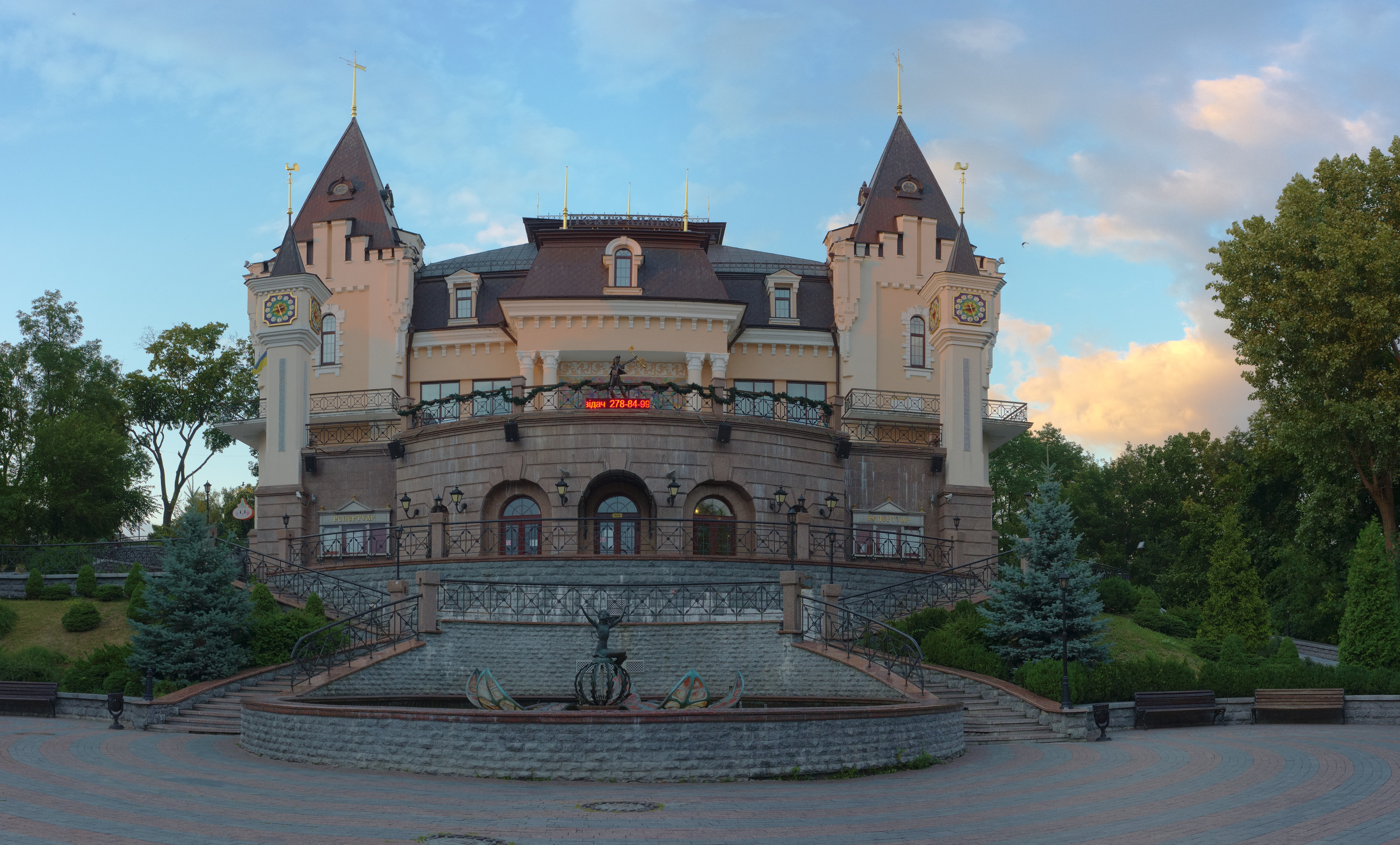
Вигляд театру з фасаду

Ки́ївський академі́чний теа́тр ляльо́к — державний академічний театр ляльок у Києві, найстаріший театр ляльок України.

## Загальна інформація
За час свого існування театр розміщувався в різних будівлях, зараз розташований у спеціально спорудженому приміщенні (будівництво завершено 2005 року) в само́му середмісті, водночас у затишній місцині Києва за адресою: вул. Грушевського, 1а (Європейська площа).
Споруда театру має образ казкового палацу як зовні, так і в інтер'єрі, крім того територія, прилегла до будівлі, також оформлена як справжнє дитяче казкове містечко (скульптури персонажів казок, фонтан, лавки для відпочинку, квіткові клумби тощо).
Театр має дві зали для вистав на 300 та 110 місць, дитяче кафе на 70 місць. Всі глядацькі та сценічні приміщення оснащені на сучасному технічному рівні.
У 1986—2015 роках директором і художнім керівником театру був заслужений працівник культури України (1993) Микола Іванович Петренко.
Наразі директор-художній керівник Гулий Ігор Сергійович. Головним режисером театру у 1980—2017 роках був народний артист України (1972), заслужений діяч культури Польщі (1976) Юрій Іванович Сікало Режисер театру Ігор Федірко. (2017 - дотепер) Головний художник — Микола Данько.

## Історія

### Створення і діяльність до II Світової війни
Ляльковий театр у Києві (перший подібний в Україні) було засновано 27 жовтня 1927 року як філію театру юного глядача за ініціативою народного артиста України О. І. Соломарського та Дєєвої І. С. Перший театральний сезон було відкрито 2 виставами — «Старовинний петрушка» та «Музики» за Л. Глібовим у постановці П. Щербатинського.
Першими в історії театру акторами, які започаткували його славні традиції були Ф. Андрієвська, М. Козловський, О. Михайлов, І. Залізняк, А. Вишневська, Т. Васнєцова, Г. Сорока, Я. Жовинський.
1929 Київський театр ляльок було виділено в самостійний колектив.
У 1930-ті до творчого колективу долучилися художник-постановник Е. Марголіна, художник Є. Васильєва, актори Ю. Соколик, Є. Певна, Г. Трубецька, М. Склярова, Є. Стороженко, Я. Мірсаков, М. Потоцька, Р. Котвицька, Ф. Аннінська, А. Буряковський, Є. Солодар, Б. та В. Гончарови.
У 1928—36 роках Київський театр ляльок працював у приміщенні колишнього кінотеатру «Роте фане» (вул. Хрещатик, 36).
Майстерність київських лялькарів визнали 1937 року на І Всесоюзному фестивалі театрів ляльок, де єврейським філіалом Київського лялькового театру було показано вистави «Чарівна зернина» О. Куішича та «Лєйзер дер Брейзер» Б. Гутянського, за які театру присудили першу премію.
У 1936—41 роки Київський театр ляльок працював у міському Палаці піонерів (тепер Київська філармонія).
У роки німецько-радянської війни (1941—45) установа не діяла.

### Київський театр ляльок у повоєнний радянський час
Роботу Київського лялькового театру відновлено по війні (1945), а перша вистава відновленого колективу відбулась 1946 року.
У ці роки театр очолила М. І. Тобілевич (дочка І. К. Карпенко-Карого). Успіхи з відродження театру ляльок у Києві підтверджує отримання 1946 року І Премії на Всеукраїнському огляді театрів ляльок, на якому київські лялькарі презентували виставу «Вовк та семеро козенят» (постановник Я. Жовинський).
Театр діяв у будинку колишньої кенаси по вулиці Ярославів Вал, 7 до 1955 року. У цей час (1950-і роки) тут було поставлено багато цікавих вистав талановитими режисерами З. Пігулович, Л. Зарубіним, Я. Жовинським, О. Іщенком, О. Сумароковим. Згодом у репертуарі театру з'являється вистава для дорослих «Божественна комедія» І. Штока за Данте, поставновку якої здійснив режисер М. Рудін у співпраці з художником Р. Марголіною та композитором В. Шкаповим.
Від 1955 року (і до 1997-го) Київський ляльковий театр працював знову в колишній культовій споруді — в приміщенні Синагоги Бродського по вулиці Шота Руставелі, 13 (збудовано 1897 року у псевдомавританському стилі; реконструйовано 1974—75 роки).
Від 1960-х років художнє керівництво театру здійснював учень професора Корольова М. М. заслужений артист України Ю. І. Сікало. За його ініціативою при театрі було відкрито студію з підготовки акторів-лялькарів, а при Київському коледжі естрадно-циркового мистецтва — спецкурси «Актор з лялькою на естраді» та «Актор театру ляльок».
У 1960—1990-і роки завдяки плідній співпраці театру з вітчизняними драматурга в репертуарі з'являються вистави «Барвінок» Б. Чалого, «Наш веселий Колобок», «Котигорошко» та «Женчик-Бренчик» Г. Усача, «Давня легенда» П. Висоцького, «Пригоди козака Голоти» та «Яви нам ангелів твоїх» Н. Шейко-Мєдвєдєвої, «За Синім Птахом» та «Мишкові пригоди» Ю. Чеповецького, «Закоханий принц» В. Данилевич, «Чарівна рукавичка» І. та Я. Златопольських, «Пригода Дідуся Мороза» та «Новорічний сюрприз Кролика Квікі» М. Петренка, «Новорічна чудасія» та «Пригоди Світлофора Світлофоровича» В. Нестайка. Театр плідно працював з відомими українськими композиторами заслуженим діячем України І. Карабицем, народним артистом України І. Шамо, народним артистом України А. Філіпенко, В. Шаповаленко, Л. Маркеловим, Ш. Мешко, заслуженим діячем мистецтв України В. Гомолякою. Вже чимало років плідну співпрацю з колективом театру здійснюють композитори — народний артист України М. Чембержі та лауреат багатьох театральних премій «Пектораль» заслужений діяч мистецтв України Ю. Шевченко.

### Київські лялькарі на сучасному етапі

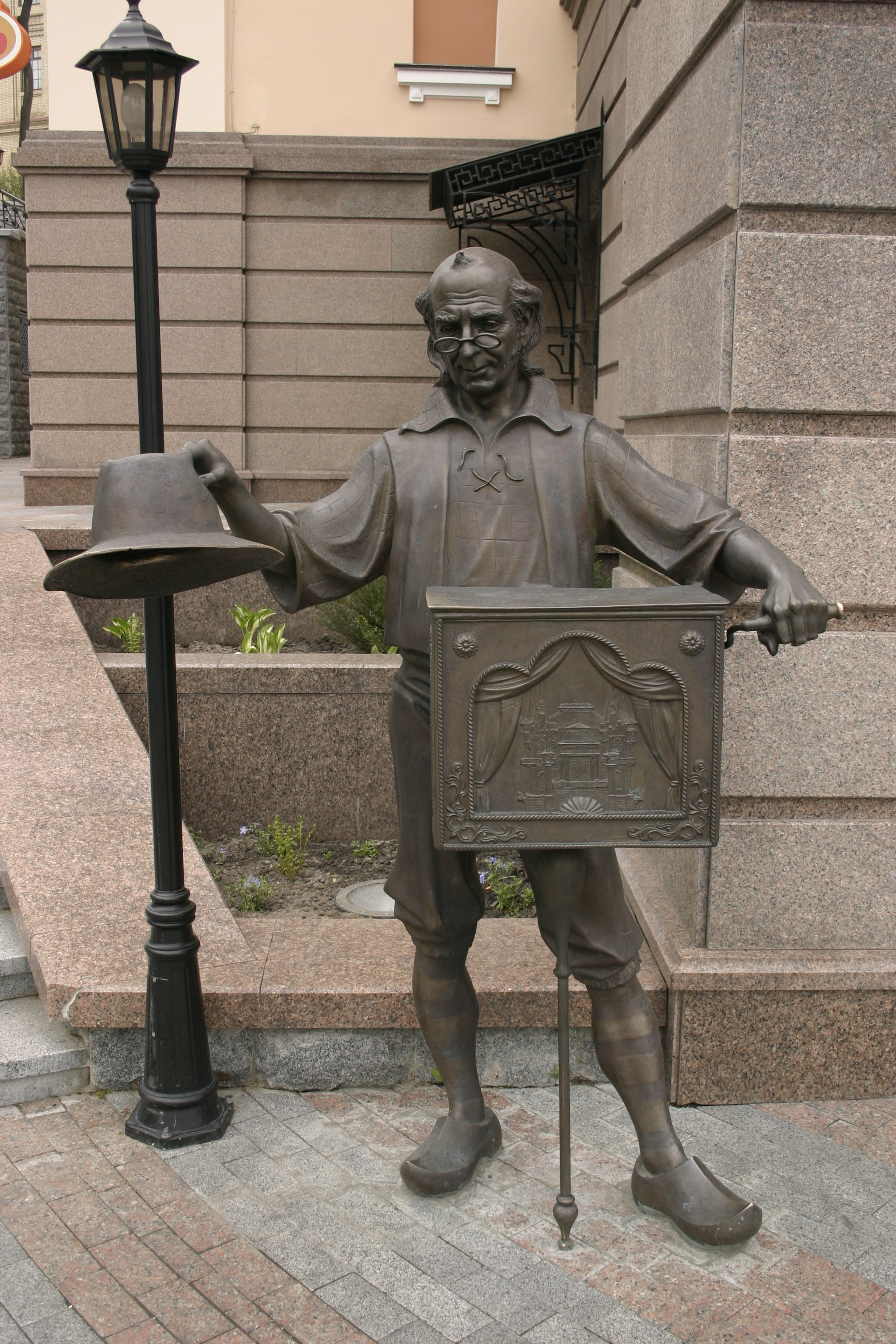
Скульптура

У 1995 році Київський театр ляльок удостоєно Міжнародної премії «Дружба», а від 1997 року київські лялькарі опинилися фактично на вулиці — згідно з Указом Президента України про повернення релігійним громадам культових будинків, що належали їм (1992) єврейська громада міста почала домагатися повернення Синагоги Бродського, де містився театр, і після численних звернень, клопотань Всеукраїнського єврейського конгресу та його голови Вадима Рабиновича таки домоглася свого.
Після цього театр вісім років не мав стаціонарного приміщення. Творчий колектив орендував зали в школах, дитячих садочках, наймав малу залу Національної філармонії, актові зали Будинку культури МВС та Будинку профспілок. Лише по часі на проблеми Київського театру ляльок міська влада звернула увагу, і першу половину 2000-х років тривало інтенсивне зведення нової будівлі театру.
Церемонія урочистого відкриття нової будівлі Київського академічного Театру ляльок відбулася 19 грудня 2005 року. Відкривав новозбудований Київський театр ляльок особисто Президент України Віктор Ющенко.
30 жовтня 2002 року рішенням Колегії Міністерства культури і мистецтв України за вагомий внесок у розвиток театрального мистецтву театру надано звання академічного, і відтепер він має назву Київський державний академічний театр ляльок.
Репертуарна афіша театру налічує понад 40 вітчизняних та зарубіжних вистав, як для дітей, так і дорослих.
Київський академічний театр ляльок представляв Україну на престижних міжнародних театральних форумах і фестивалях в Австрії, США, Перу, Канаді, Словаччині, Японії, Південній Кореї, Польщі, Болгарії, Білорусі та Росії.
За ініціативою Київського академічного театру ляльок від 1991 року в Києві проводяться Міжнародний фестиваль театрів ляльок. У цих фестивалях брали участь провідні театри ляльок з Бельгії, Австрії, Канади, Словаччини, Фінляндії, Японії, Китаю, Швеції, Швейцарії, Німеччини, Росії, Болгарії, Молдови, Туреччини та інших країн.
Театр є колективним членом Міжнародної асоціації діячів театрів ляльок «УНІМА» (UNIMA).

## Керівництво
- Петренко Микола Іванович — з 1986 по червень 2016[6]
- Чернікова Ірина Олександрівна — з вересня 2016 по вересень 2021[7][8]
- Гулий Ігор Сергійович — з вересня 2021-го[9][10][11]

## Репертуар
- 2017, 30 грудня — «Чому ростуть діти?» Григорія Усача; реж. Катерина Лук'яненко, худ. худ. Микола Данько
- 2018, 25 лютого — «Гусеня» Ніни Гернет, Тетяни Гуревич; реж. Ігор Федірко
- 2018, 31 березня — «Каляки-маляки» Марини Богомаз; реж. Марина Богомаз
- 2018, 6 травня — «Пригоди Івана Голика» Олександра Кузьміна; реж. Леонід Попов[ru] (мала сцена)
- 2018, 19 травня — «Хлопчик-з-мізинчик» Миколи Рибалки, Тетяни Сільченко; реж. Леонід Попов (мала сцена)
- 2018, 1 червня — «Чарівна лампа Аладдіна» О. Чупіна за мотивами арабських казок «Тисяча й одна ніч»; реж. Михайло Урицький[12]
- 2018, 18 липня — «Кайдашева сім'я» Івана Нечуй-Левицького; реж. Ігор Федірко[13][14]
- 2018, 3 листопада — «Крап-Ля» Марини Богомаз; реж. Марина Богомаз, худ. Ольга Філончук (мала сцена)
- 2018, 21 грудня — «Карлик Ніс» А. Колеснікова за мотивами одноіменної казки Вільгельма Гауффа; реж. Леонід Попов, худ. Микола Данько
- 2018, 26 грудня — «Різдвяна рукавичка» Катерини Лук'яненко; реж. Катерина Лук'яненко, худ. Тетяна Загрядська (мала сцена)[15]
- 2019, 2 березня — «У бабусі Дусі» Марини Богомаз; реж. Марина Богомаз, худ. Ольга Філончук
- 2019, 13 квітня — «Маленька Баба-Яга» Євгена Огороднього за Отфрідом Пройслером; реж. Євген Огородній, Ігор Федірко, худ. Микола Данько[16]
- 2020, 15 серпня — «Зубата втрата» Катерини Лук'яненко; реж. Катерина Лук'яненко, худ. Дар’я Волокушина[17]
- 2021, 1 червня — «Вовк та семеро козенят» Катерини Лук'яненко; реж. Катерина Лук'яненко, худ. Дар’я Волокушина